# Магдалена (Њу Мексико)
Магдалена (енгл. Magdalena) град је у америчкој савезној држави Њу Мексико.

## Демографија
По попису из 2010. године број становника је 938, што је 25 (2,7%) становника више него 2000. године.
| Група             | 2000.       | 2010.       |
| Белци             | 368 (40,3%) | 399 (42,5%) |
| Афроамериканци    | 5 (0,5%)    | 5 (0,5%)    |
| Азијати           | 0 (0,0%)    | 1 (0,1%)    |
| Хиспаноамериканци | 441 (48,3%) | 422 (45,0%) |
| Укупно            | 913         | 938         |